# Figures d'estuc seljúcides

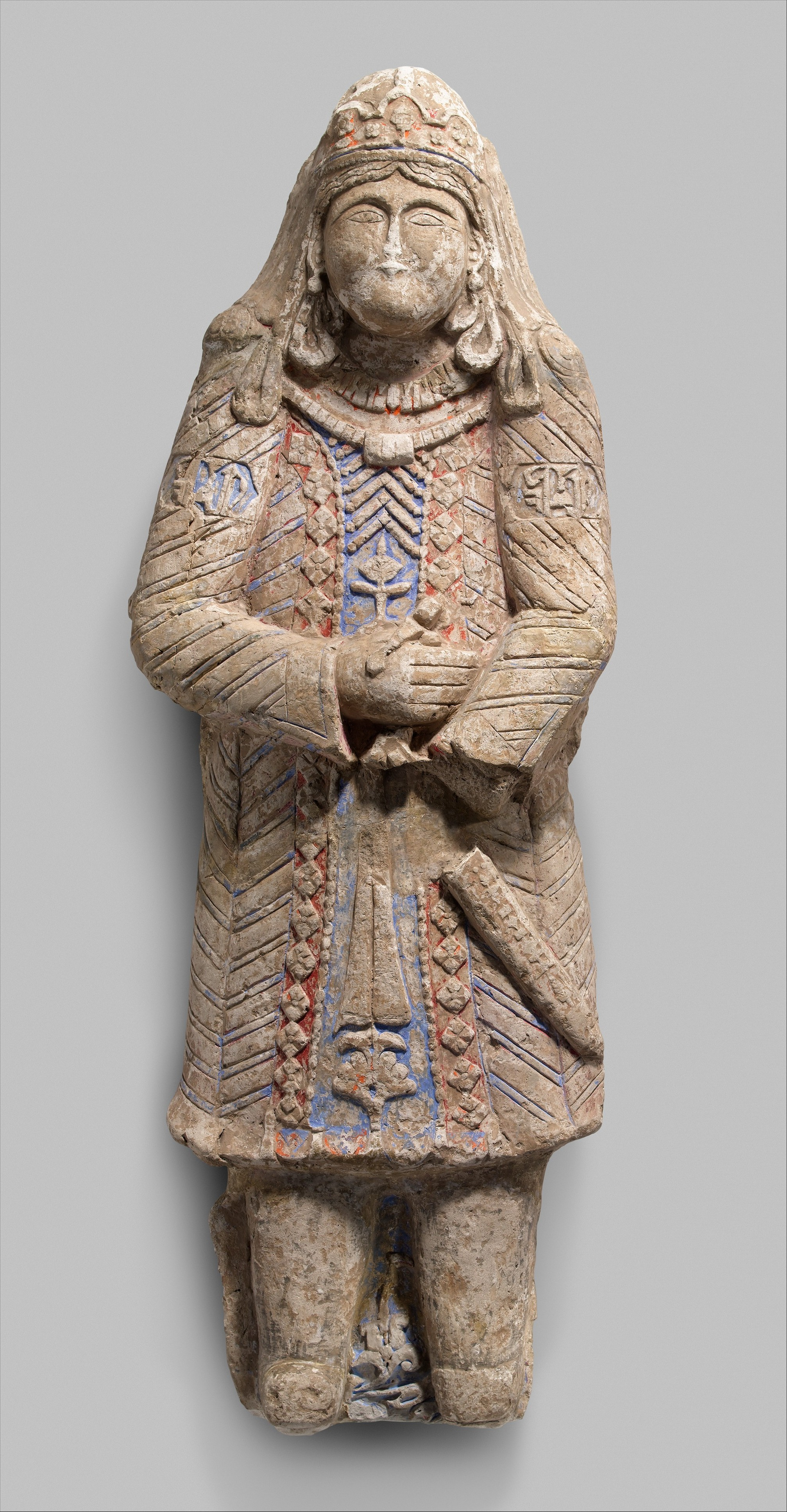
Figura reial selyúcida feta d'estuc exhibida en el Museu Metropolità d'Art. Aquesta figura podria decorar la paret d'un palau seljúcida del.

Les Figures d'estuc seljúcides són escultures d'estuc (guix) trobades a la regió de l'Imperi Seljúcida, des de la seva «edat d'or» entre els segles xi i xiii. Van decorar les parets interiors i els frisos dels palaus seljúcides, juntament amb altres adorns d'estuc, ocultant la paret darrere seu. Les figures van ser pintades de colors brillants i sovint daurades. Representaven figures reals i eren símbols de poder i autoritat.

## Art islàmic dels seljúcides
Els seljúcides eren una dinastia turca d'orígens nòmades de l'Àsia central, que es van convertir en els nous governants del món islàmic oriental després de derrotar els gaznèvides a la batalla de Dandankan i els buwàyhides. Després d'aquestes victòries, els seljúcides es van establir com els nous patrons del Califat Abbàssida i del Islam sunnita. En només mig segle, van aconseguir crear un vast imperi que abastava l'Iran, l'Iraq i gran part d'Anatòlia . Sota els selyúcides, l'Iran va gaudir d'un període de prosperitat cultural. Multitud d'arquitectura i d'art es van desenvolupar durant el període i van influir en els desenvolupaments artístics posteriors de la regió i els seus voltants.
En ceràmica, es van crear motius fins en pintura sota el sistema de vernís vítric, decoracions de llustre i pintura policromada. Els objectes de metall estaven decorats amb incrustacions de plata i d'or. A més a més van desenvolupar molts motius figuratius amb una representació freqüent d'animals, homes i dones. La vista de figures antropomòrfiques no és estranya en absolut en la cultura musulmana. Mentre que la imatge icònica en llocs sagrats, per exemple, mesquitas, està estrictament prohibida, en llocs seculars, la representació de figures és comuna.

## Palaus seljúcides
Tots els palaus seljúcides estan ara en ruïnes. Les excavacions indiquen que aquests palaus alguna vegada van ser decorats amb rajoles i amb relleus de paret d'estuc de figures geomètriques. A Lashgari Basar, una ruïna de l'antic palau d'època de Ghaznavid, es van trobar  frescos policromats, que representaven a 44 soldats, decorant el pis inferior de la sala d'audiències. Tots tenen rostres rodons similars i ulls en forma d'ametlla, tradicionalment associats amb els turcs de l'Àsia central.
Les figures d'estuc, haurien decorat palaus reials similars a la sala d'audiències o a la cort reial. Van ser trobades decorant grans palaus dels soldans seljúcides, o petites corts reials dels vassalls i també successors locals. Aquestes figures poden ser part d'una ornamentació geomètrica d'estuc més gran que ocultava la paret de la base darrere seu. Un exemple de figures d'estuc en forma completa prové de finals del segle xii de la ciutat de Rayy, que representa l'entronitzat soldà seljúcida Toghril Beg I envoltat pels seus oficials. Es van trobar exemples similars a Bast, Afganistan, a Samarcanda i a l'Uzbekistan. Aquestes escultures van ser pintades en colors brillants de vermell, blau, negre i daurat amb or. La cambra fosca, en el palau on es van col·locar, significa que aquestes figures havien de destacar-se tant com siguès possible.

## Descripció

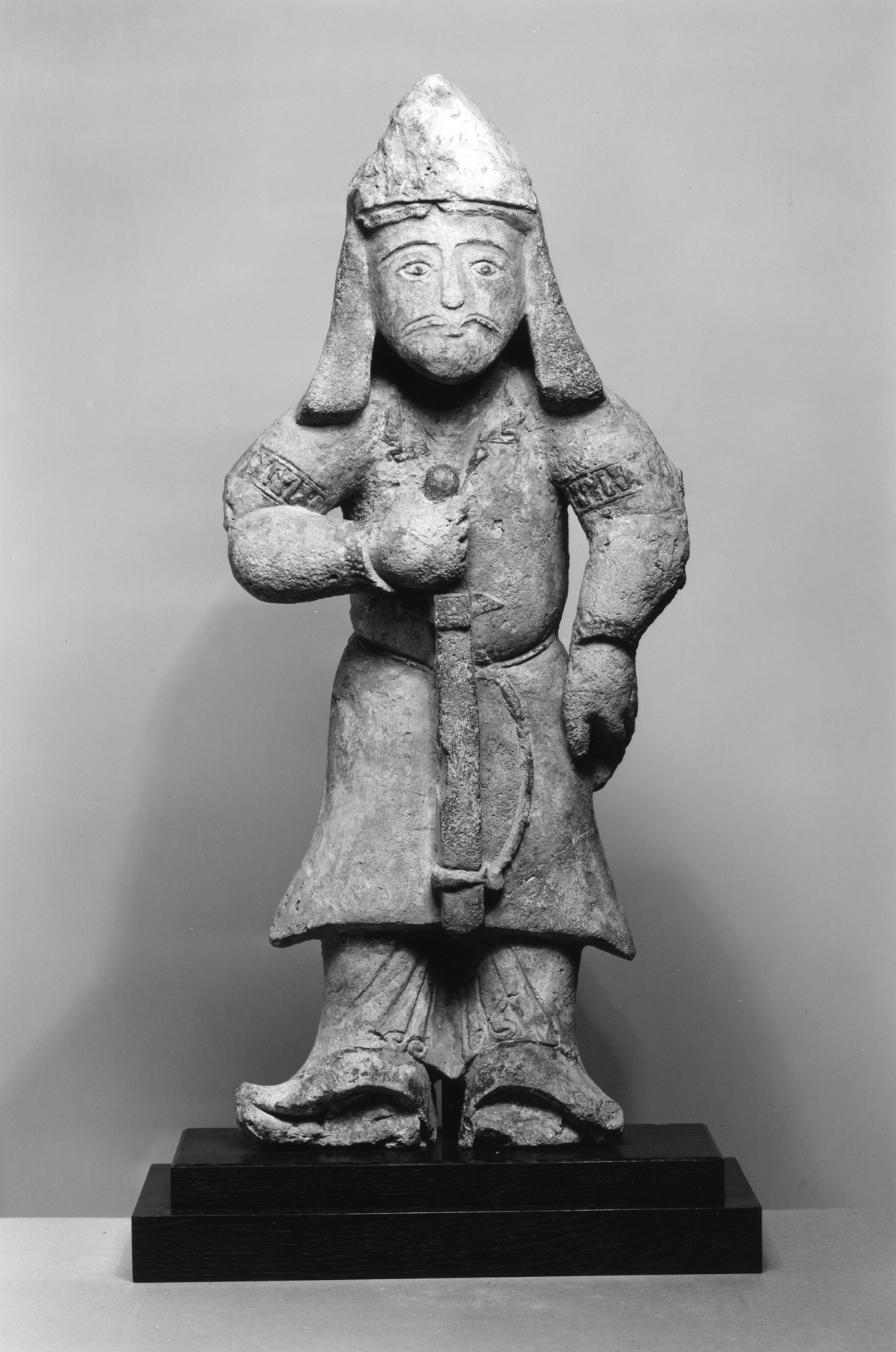
Figura d'estuc d'un guerrer descobert a l'Iran. Pintat amb vermell, blau, negre i daurat amb or.

L'estuc o guix és un material tou, similar a un ciment, a base d'aigua que és fàcil de tallar quan està sec i moldre quan encara està mullat. La seva lleugeresa fa que sigui fàcil de col·locar a les parets. Moltes figures d'estuc del segle xii van sobreviure a causa de la sequedat preservadora del desert on van ser trobades. Les figures d'estuc selyúcides van ser pintades en colors brillants de blau (lapislàtzuli en pols, vermell (robí en pols) i colors negres, i van ser daurades amb or.
Eren representacions de poder. En un entorn de palau reial, estaven relacionades amb el poder de l'imperi, per exemple, guàrdies reials, visirs reials, cortesans o emir. S'han trobat figures de guerrers amb espases. Usen caftans, pantalons, bandes de tiraz i botes llargues de colors intensos. Les figures reials van ser representades amb corones: les dues figures conservades al Museu Metropolità d'Art de Nova York porten corones, una porta posada la corona alada, un antic símbol d'autoritat que es va registrar per primera vegada en una moneda sasàniense del segle iii. Totes les figures d'estuc seljúcides tenen cares rodones amb pòmuls alts típics i ulls en forma d'ametlla, coneguts com la cara de lluna turca, que reflecteixen el tipus ètnic turc i mongol. En general es mostraven a un entorn de pompa i circumstància, realçant les cerimònies reials que tenien lloc en la sala on s'havien col·locat.

## Galeria
Detall dels caps reials coronats, en les escultures conservades al Museu Metropolità d'Art.

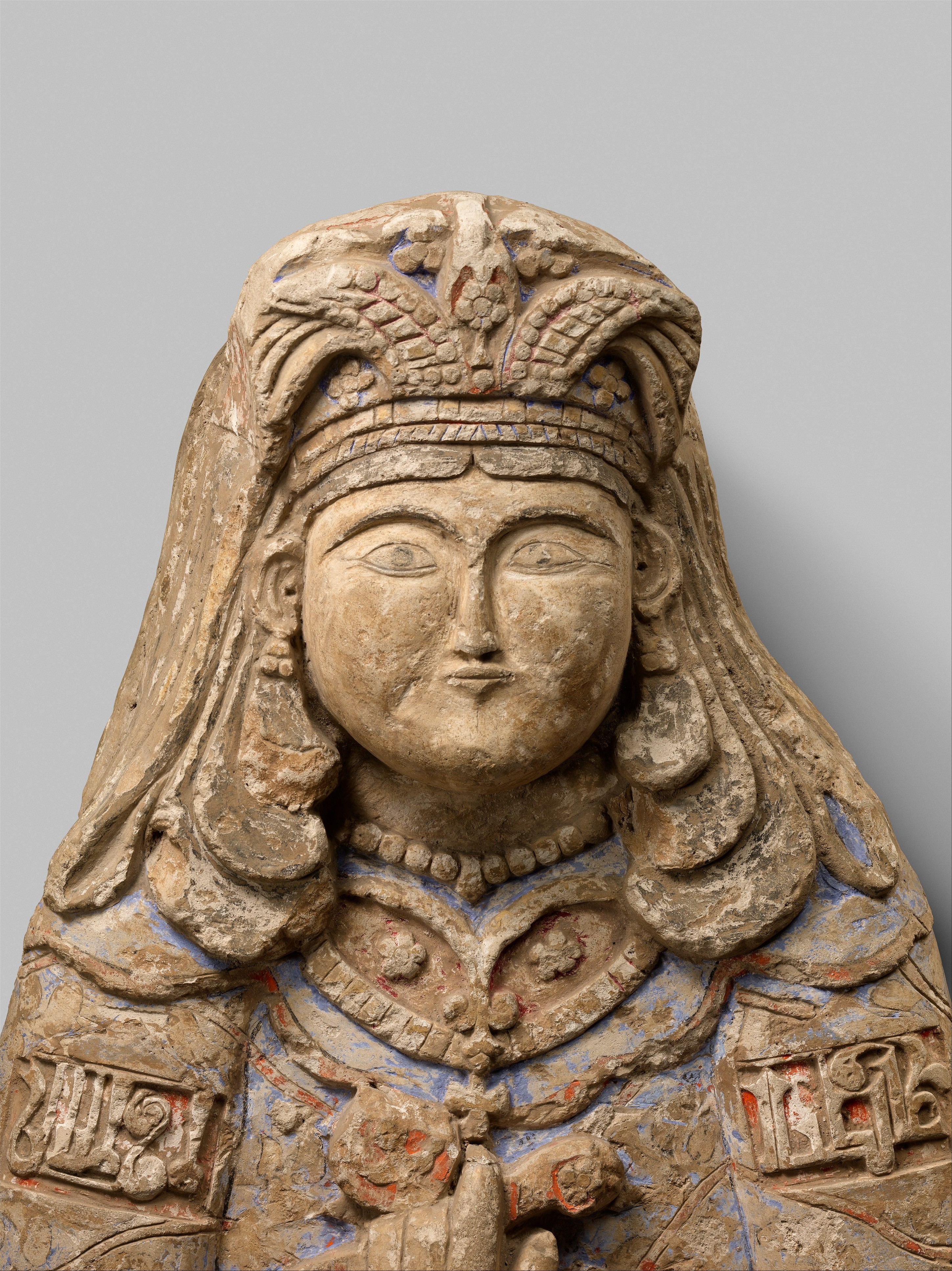
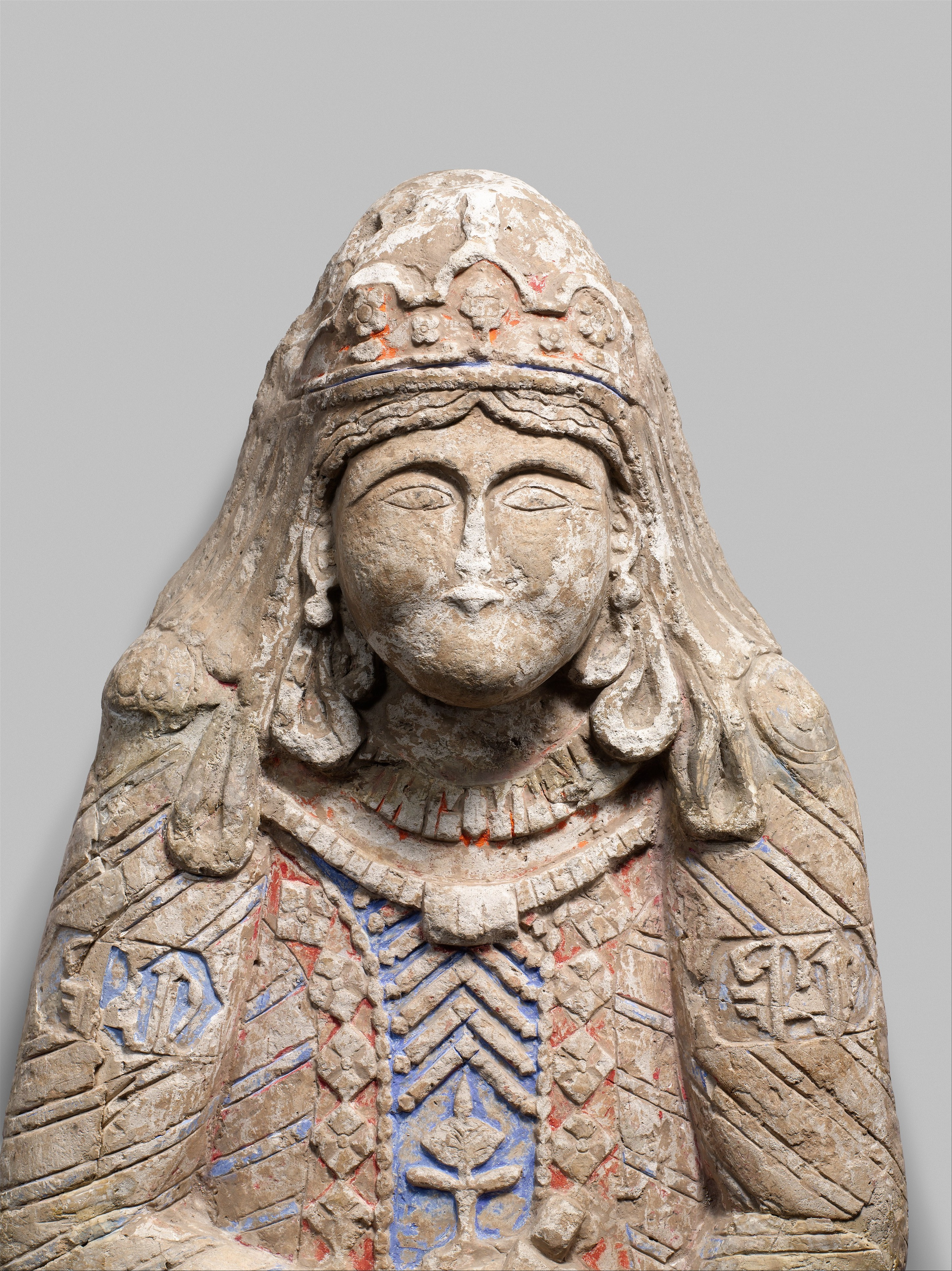